# 232 T Nord 3.801 à 3.865
 (juillet 2025).
Si vous disposez d'ouvrages ou d'articles de référence ou si vous connaissez des sites web de qualité traitant du thème abordé ici, merci de compléter l'article en donnant les références utiles à sa vérifiabilité et en les liant à la section « Notes et références ».
Les Baltic numéros 3.801 à 3.865 sont des locomotives à vapeur de la Compagnie des chemins de fer du Nord. Elles étaient des machines à trois essieux moteurs couplés de la classe des 232.

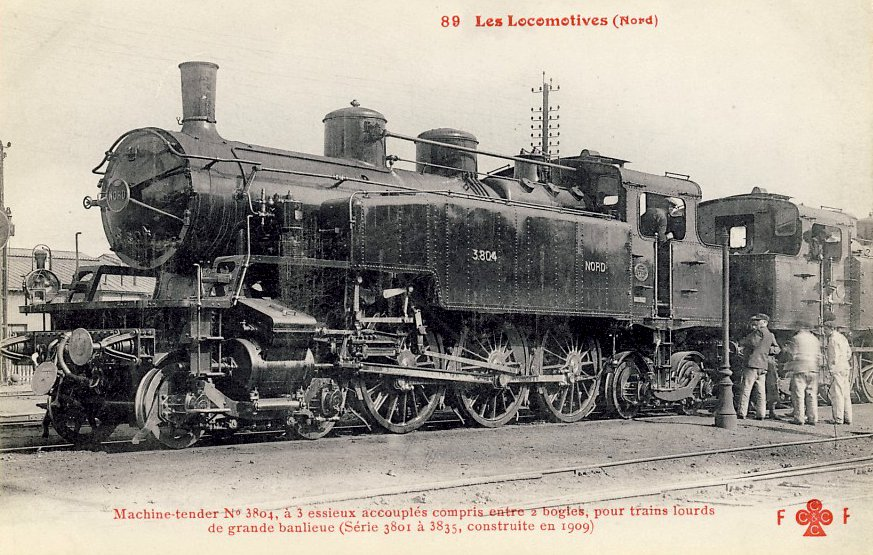
Locomotive-tender 232 Nord 3804 de 1909.

Elles furent construites par la Société française de constructions mécaniques en trois lots:
- les 3.801 à 3.820 en 1909
- les 3.821 à 3.840 en 1910
- les 3.841 à 3.860 en 1911

et par les ateliers d'Hellemmes de la compagnie en 1914 pour les 3.861 à 3.865.

## Genèse
En 1907, la Compagnie des chemins de fer du Nord dut se résoudre à étudier une nouvelle machine pour la remorque des trains de banlieue car les 222 T Nord 2.231 à 2.305 (futures : 2-222 TA 1 à 75 ) employées jusqu'alors commençaient à manquer de puissance devant l'accroissement du poids remorqué.
L'ingénieur en chef du réseau, M. Gaston Du Bousquet proposa alors une nouvelle machine de type 232 mais curieusement à simple expansion !

## Description

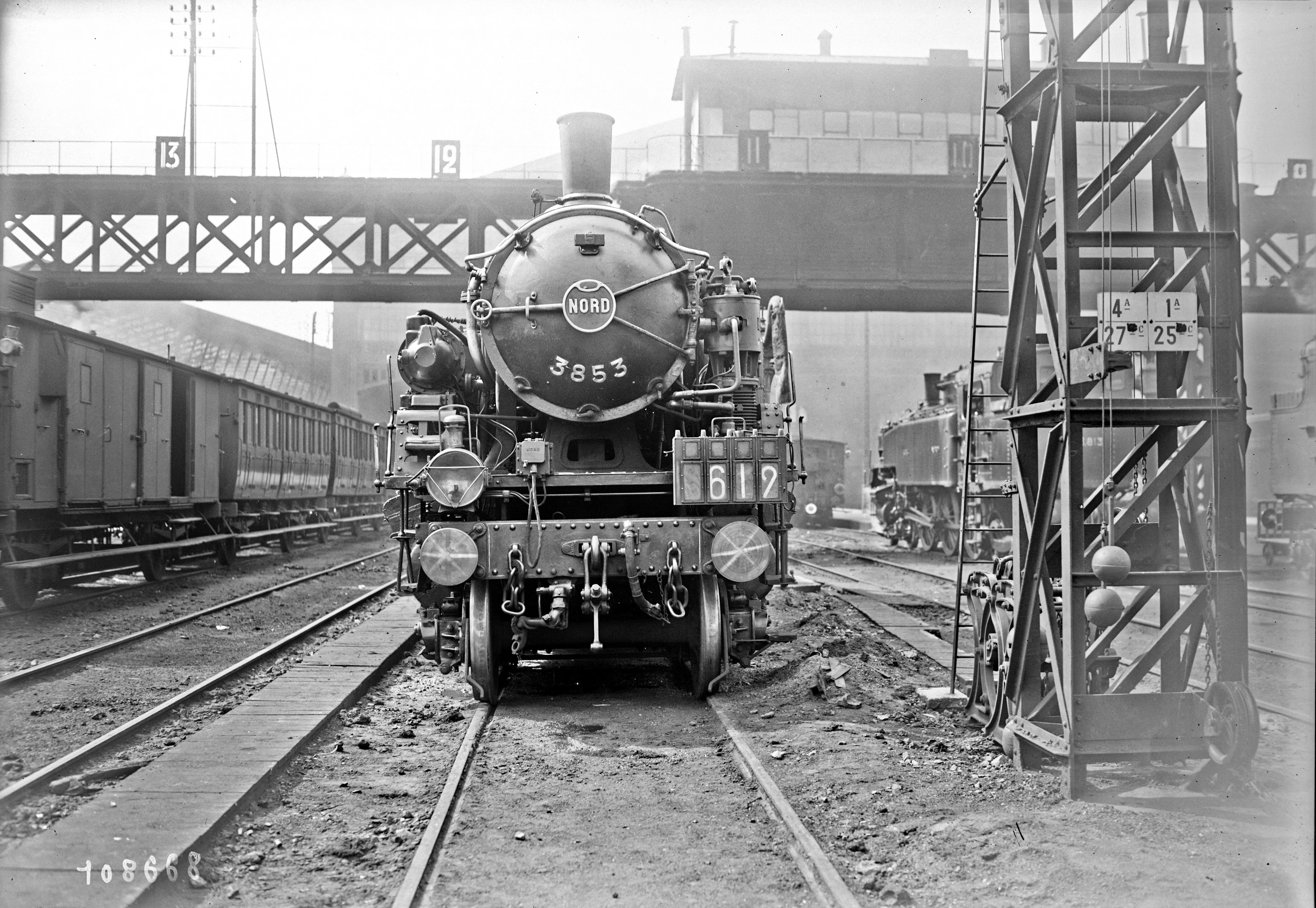
Vue de face de la 3.853, testée en 1926 avec un signal d'affichage lumineux du numéro du train.

C'était des machines disposant d'un moteur à simple expansion à deux cylindres. La distribution était du type « Walschaerts ». Le foyer était un foyer de type « Belpaire » et l'échappement était à cône mobile de type « Nord ». La porte de la boîte à fumée était de type « Nord ». Les 2 bogies étaient identiques, à longerons extérieurs et freinés. Malgré tout, les machines présentaient certaines différences de construction, ainsi :
- les 3.801 à 3.835 et les 3.841 à 3.865 disposaient de tiroirs plans
- les 3.836 à 3.840 disposaient de tiroirs cylindriques
- les 3.861 à 3.865 disposaient d'une surface de grille augmentée
- les 3.836 à 3.840 disposaient de la surchauffe

## Utilisation et service

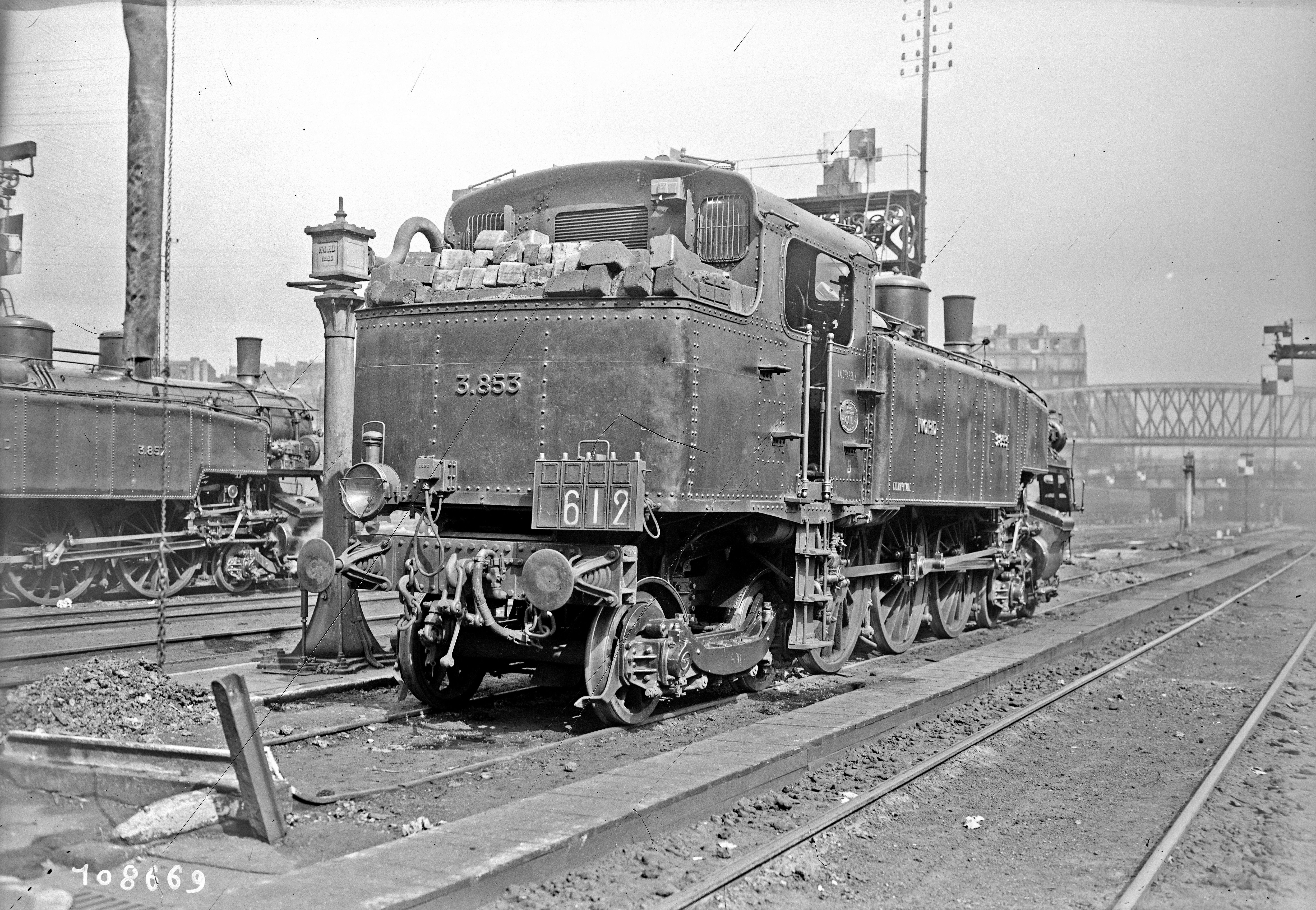
La 3.853, et à sa gauche la 3.857, à Paris-Nord en 1926.

Dès leur mise en service, elles se retrouvèrent affectées dans trois dépôts: La Chapelle, Creil et Persan-Beaumont pour assurer le service de banlieue autour de Paris. Pendant la Première Guerre mondiale, certaines furent affectées à Crépy-en-Valois et Beauvais. Au sortir du conflit la série était au complet et la 3.843 eut même l'honneur de placer la voiture de l'Armistice dans la clairière de Rethondes en forêt de Compiègne.
Cependant, et ce dès leur sortie, la Compagnie des chemins de fer du Nord voulut améliorer les performances de ces machines. Ainsi la 3.861 reçut à titre d'expérimentation un réchauffeur de type « Metcalfe », qui fut vite démonté, mais la série bénéficia d'un réchauffeur de type « Caille-Potonié ».
À partir de 1924 les 3.801 à 3.835, non-équipées de la surchauffe, en furent dotées et le timbre de la chaudière fut porté à 14 kg/cm2. Ces modifications furent effectuées par les ateliers de la compagnie. Certaines machines furent également prêtées à la Compagnie des chemins de fer de l'Est pour pallier le manque de locomotives puissantes.
Entre 1926 et 1928 quinze machines furent équipées de la réversibilité par commande pneumatique, ce furent les : 3.803, 3.807, 3.820, 3.821, 3.822, 3.823, 3.826, 3.831, 3.845, 3.847, 3.848, 3.849, 3.853, 3.854 et 3.858. En 1932 il fut appliqué la réversibilité par commande électrique système « Aubert » sur quatorze autres machines, ce furent les : 3.801, 3.802, 3.804, 3.812, 3.814, 3.81, 3.828, 3.830, 3.843, 3.861 et 3.865.
En 1930 il fut tenté sur la 3.838 une distribution de type « Caprotti », qui finalement ne sera pas maintenu. En 1931 la 3.819 reçut une distribution de type « Cossart » et servit de laboratoire pour la définition des 141 T Nord 4.1201 à 4.1272 (futures : 2-141 TC 1 à 72 ).
À partir de 1933 l'affectation de douze Mikado 141 T PO 5616 à 5740 ex-Compagnie du Chemin de fer de Paris à Orléans au dépôt de La Chapelle commença à marquer le début de la concurrence sur le service de ces machines, mais ce fut la sortie des 141 T Nord 4.1201 à 4.1272 (futures : 2-141 TC 1 à 72 ) qui provoqua le début de l'exode des locomotives vers la province. Une vingtaine de machines furent ainsi mutées aux dépôts de : Fives, Laon et Tourcoing.
En 1935 il fut procédé à des essais de chauffe au fioul sur la 3.849 mais ceux-ci furent vite arrêtés. En 1937 la 3.817 reçut un échappement à large section du type « Lemaître ».
À la formation de la SNCF, en 1938, elles furent réimmatriculées : 2-232 TA 1 à 65 et trente-neuf machines furent ponctionnées par l'occupant pendant la Seconde Guerre mondiale. Lors du retour de ces machines, en 1943, quatre machines furent jugées irréparables et cinq autres furent détruites lors de bombardements, à savoir les : 2-232 TA 3, 9, 10, 23, 44, 49, 58, 59 et 61. 
En 1946 la venue sur la région Nord de 242 TA ex-Sud-Est permit de muter des 2-141 TC dans la province pour reprendre le service des 2-232 TA et ainsi de reléguer celles-ci sur un service de navettes ouvrières et de menus frotins dans une multitude de dépôts, à savoir : Amiens, Dunkerque, Plaine, Arras, Creil, Cambrai, La Chapelle, Béthune, Compiègne, Laon, Lens, Les Joncherolles, Douai, Fives, Longueau, Somain, Saint-Pol, Crépy-en-Valois, Hazebrouck et Tourcoing.
La série fut éteinte avec la radiation de la 2-232 TA 43 au dépôt de Plaine en 1957.

### En Belgique
La Compagnie du Nord - Belge mit en service 6 locomotives de ce modèle, construites par Cokerill en 1911 et dotées d'un réchauffeur d’eau du système Caille-Potonié. Elles étaient notamment utilisées sur les lignes de Mons à Hautmont et de Charleroi à Erquelinnes. Contrairement à leurs homologues françaises, elles ne furent jamais dotées de la surchauffe.
Brièvement utilisées en tête du Nord-Express, elles firent preuves de performances plus intéressantes que les 230 entre 321 et 362, mais leur consommation en eau et en charbon trop élevée, du fait de l'absence de surchauffe, et la capacité trop faible des soutes à charbon firent renoncer le Nord-Belge.
Après la reprise du Nord - Belge par la SNCB en 1940, les 6 locomotives furent renumérotées dans le Type 94, 94.001 à 94.006. Après la guerre, elles furent mutées à Alost et Muizen et seront radiées en 1951.

## Caractéristiques
- Pression de la chaudière : 12 kg/cm2 et 14 kg/cm2 pour celles équipées de la surchauffe
- Diamètre des cylindres : 480 mm et 560 mm pour les 3.836 à 3.840
- Diamètre des roues motrices : 1 670 mm
- Diamètre des roues des bogies : 900 mm
- Masse en ordre de marche : 87,1 t et 86,585 t pour les 3.836 à 3.840
- Masse adhérente : 49 t et 48,3 t pour les 3.836 à 3.840
- Longueur hors tout : 13,540 m
- Vitesse maxi en service : 105 km/h
- Capacité en eau : 9 m3
- Capacité en charbon : 3 t